# Газофазный ядерный реактивный двигатель
Газофазный ядерный реактивный двигатель (ГЯРД) — концептуальный тип реактивного двигателя, в котором реактивная сила создаётся за счёт выброса теплоносителя (рабочего тела) из ядерного реактора, топливо в котором находится в газообразной форме или в виде плазмы. Считается, что подобные двигатели смогут достичь удельной тяги порядка 3000-5000 секунд (до 30-50 кН·с/кг, эффективные скорости истечения реактивной струи - до 30-50 км/с) и тяги, достаточной для относительно быстрых межпланетных полётов.
Перенос тепла от топлива к теплоносителю достигается в основном за счёт излучения, большей частью в ультрафиолетовой области спектра (при температурах топлива около 25 000 °C).
Исследования проблем создания ГЯРД разрабатывались в СССР и США в 1950—1980-е годы. В СССР эти работы проводились под руководством члена-корреспондента АН СССР В. М. Иевлева. Теоретические работы в России продолжались и в 2010-х годах.

## Варианты
Газофазный ядерный реактивный двигатель можно рассматривать как реактор с жидким ядром, в котором быстрая циркуляция жидкости создает в центре реактора тороидальный пакет урана в состоянии плазмы, окруженный водородом . Таким образом, топливо не касается стенок реактора, и температура может повышаться даже до нескольких десятков тысяч градусов с удельными импульсами между 3000 и 5000 секундами. В этой базовой схеме («открытый цикл») было бы трудно контролировать потерю ядерного топлива.

Можно попытаться обойти эту проблему, сдерживая топливо деления магнитным путем, подобно слиянию топлива в токамаке. К сожалению, вряд ли эта компоновка действительно будет работать, чтобы сдержать топливо, поскольку отношение ионизации к импульсу частицы не является благоприятным. В то время как токамак обычно работал, чтобы содержать одиночно ионизованный дейтерий или тритий с массой в два или три дальтона, пары урана были бы в три раза ионизированы с массой 235 дальтон . Поскольку сила, приложенная магнитным полем, пропорциональна заряду на частице, а ускорение пропорционально силе, деленной на массу частицы, магниты, необходимые для содержания уранового газа, были бы непрактично большими; большинство таких конструкций были сфокусированы на топливных циклах, которые не зависят от сохранения топлива в реакторе.
Возможный вариант «замкнутого цикла» предусматривает удержание газообразного ядерного топлива при очень высоких температурах в кварцевом контейнере, вокруг которого протекает водород. Закрытый цикл будет больше похож на твердотельный реактор, но на этот раз предельная температура определяется критической температурой кварца, а не топливных стержней. Хотя он менее эффективен, чем открытый цикл, замкнутый контур может все еще иметь возможность генерировать импульсы между 1500 и 2000 секундами.

## Теплообмен
При высоких температурах тепло передается преимущественно тепловым излучением (а не теплопроводностью). Однако водородный газ, используемый в качестве теплоносителя, почти полностью прозрачен для этого излучения. Поэтому в большинстве концепций ракетного реактора считается необходимость в каком-либо «засеве» водорода непрозрачными твердыми или жидкими частицами. Частицы углерода (сажа, которая непрозрачна и остается твердой до 3915 К), является естественным выбором; однако углерод химически нестабилен в среде, богатой водородом, при высоких температурах и давлениях. Таким образом, предпочтительнее частицы пыли или жидкие капли материала известного своей тугоплавкостью, такого как вольфрам (температура плавления 3695 К, точка кипения 6203 К) или карбид тантала гафния (температура плавления 4263 К). Эти частицы составят до 4% массы выхлопного газа, что значительно увеличит стоимость пропеллента и немного снизит удельный импульс ракеты.
Однако при температурах, необходимых для достижения определенного импульса 5000-7000 с, не останется твердого или жидкого материала (требуемая температура реактора будет составлять по меньшей мере 50 000—100 000 К), и пропеллент станет прозрачным; в результате большая часть тепла будет поглощаться стенками камеры. Это исключало бы использование ядерной тепловой ракеты с этим максимумом определенного импульса, если не обнаружено каких-либо других средств посева или передачи тепла на пропеллент.

## Управление
Контроль может быть выполнен либо путём изменения относительной или общей плотности делящегося топлива и пропеллента, либо путём управления внешними управляющими движущимися нейтронами.